# Городищенська сільська рада (Барановицький район)
Городищенська сільська́ ра́да (біл. Гарадзішчанскі сельсавет) — адміністративно-територіальна одиниця у складі Барановицького району Берестейської області Білорусі. Адміністративний центр сільської ради — смт Городище.

## Історія
26 червня 2013 року до складу Городищенської сільської ради були включені населені пункти та землі ліквідованих Гірмантовської та Карчовської сільських рад.

## Склад
Населені пункти, що підпорядковуються сільській раді:
| Населений пункт | Тип          | Населення, осіб (2009) |
| --------------- | ------------ | ---------------------- |
| Арабовщина      | агромістечко | 535                    |
| Битковщина      | село         | 13                     |
| Богуші          | село         | 37                     |
| Бовтичі         | село         | 11                     |
| Бриксичі        | село         | 59                     |
| Велике Село     | село         | 160                    |
| Визорок         | село         | 29                     |
| Висадовичі      | село         | 13                     |
| Гарановичі      | село         | 34                     |
| Гірмантовці     | агромістечко | 269                    |
| Гречихи         | село         | 44                     |
| Грибовщина      | село         | 3                      |
| Душковці        | село         | 5                      |
| Зелена          | село         | 182                    |
| Жабинці         | село         | 19                     |
| Железниця       | село         | 20                     |
| Карчово         | агромістечко | 360                    |
| Киселі          | село         | 97                     |
| Ковші           | село         | 7                      |
| Колдичево       | село         | 145                    |
| Конюшовщина     | село         | 16                     |
| Красевичі       | село         | 5                      |
| Крепочі         | село         | 16                     |
| Кутовщина       | село         | 13                     |
| Лози            | село         | 5                      |
| Микуличі        | село         | 31                     |
| Митропольщина   | село         | 7                      |
| Моститичі       | село         | 18                     |
| Нагорна         | село         | 66                     |
| Насейки         | село         | 5                      |
| Нестери         | село         | 13                     |
| Новинки         | село         | 5                      |
| Новосілки       | село         | 45                     |
| Огородники      | село         | 5                      |
| Олізаровщина    | село         | 6                      |
| Омневичі        | село         | 53                     |
| Пенчин          | село         | 28                     |
| Переволока      | село         | 26                     |
| Поручин         | село         | 43                     |
| Пруди           | село         | 24                     |
| Рудаші          | село         | 9                      |
| Селявичі        | село         | 10                     |
| Скробово        | село         | 218                    |
| Слабожани       | село         | 18                     |
| Советський      | селище       | 221                    |
| Соколовичі      | село         | 13                     |
| Станкевичі      | село         | 42                     |
| Трацевичі       | село         | 69                     |
| Ясенець         | село         | 33                     |

## Населення
За переписом населення Білорусі 2009 року чисельність населення сільської ради становило 1541 особа.

### Національність
Розподіл населення за рідною національністю за даними перепису 2009 року:
| Національність                | Осіб | Відсоток |
| ----------------------------- | ---- | -------- |
| білоруси                      | 1456 | 94,48 %  |
| росіяни                       | 52   | 3,37 %   |
| поляки                        | 18   | 1,17 %   |
| українці                      | 12   | 0,78 %   |
| національність не вказана     | 2    | 0,13 %   |
| національність не повідомлена | 1    | 0,06 %   |
| Разом                         | 1541 | 100 %    |